# Фам Ван Ранг
Фам Ван Ранг (в'єт. Phạm Văn Rạng, нар. 1 серпня 1934 — пом. 7 листопада 2008) — південнов'єтнамський футболіст, що грав на позиції воротаря в низці південнов'єтнамських клубів і збірній Південного В'єтнаму, у складі якої брав участь у низці континентальних турнірів.

## Футбольна кар'єра
Фам Ван Ранг народився в 1934 році в Мітхо. У 17 років він став воротарем клубу «Нгой Сао Ба Ч'єу», та швидко став гравцем основного складу. У 1953 році він перейшов до складу клубу «Тхань Ньєн», і в цьому ж році отримав запрошення до збірної Південного В'єтнаму, і вже наступного року грав у її складі на футбольному турнірі Азійських ігор. Надалі Фам Ван Ранг грав у клубах «Тонг Тхан Му» та «Хай Кван», та захищав ворота збірної ще на двох турнірах Азійських ігор, та двох фінальних турнірах Кубка Азії. У 1961 році він захищав ворота збірної у товариському матчі з чемпіоном Швеції «Юргорденом», і завдяки його вдалій грі південнов'єтнамська збірна здобула перемогу в цьому матчі. У 1966 році, вже після закінчення виступів на футбольних полях, Фам Ван Ранга запросили до збірної зірок Азії на товариський матч із лондонським «Челсі», в якому збірна зірок Азії завдяки вдалій грі південнов'єтнамського воротаря здобула перемогу.
Після закінчення виступів на футбольних полях Фам Ван Ранг працював митним інспектором. Після об'єднання В'єтнаму колишній футболіст жив бідно, часто був без роботи. Помер Фам Ван Ранг 7 листопада 2008 року в Хошиміні від інсульту.